# Pierre Bengtsson
Pierre Bengtsson (Kumla, 12 de abril de 1988) é um futebolista sueco que joga como médio.
Defende desde 2017 o FC København.
Desde 2011, atua também pela Seleção Sueca.

## Títulos
Nordsjælland
- Copa da Dinamarca: 2009–10

Copenhagen
- Superliga Dinamarquesa: 2010–11, 2012–13
- Copa da Dinamarca: 2011–12